# Lyckeby socken
Lyckeby socken var en socken som ingick i Östra härad.
Lyckeby församling (kyrkosocknen) uppgick 1743 i Lösens församling, medan jordeboksocknen kvarstod till 1871.